# Lessia Orobets
Lessia Orobets (ukrainien : Ле́ся Ю́ріївна Оробе́ць), née le 3 mai 1982 à Kiev, est une femme politique ukrainienne.

## Biographie

### Carrière politique
Lessia Orobets a été l'assistante parlementaire de son père, Iouriy Orobets (uk), de mars à septembre 2004.
- Élue en septembre 2007 à la Verkhovna Rada, comme candidate indépendante apparentée à la liste du parti Notre Ukraine, soutien du président Viktor Iouchtchenko.
- En 2008, elle rejoint le parti Centre uni, qu'elle quittera le 13 novembre 2010, le lendemain de la nomination du président du parti, Viktor Baloha, comme ministre dans le gouvernement de Mykola Azarov.
- En 2011, elle rejoint le Front pour le changement, dirigé par Arseni Iatseniouk, et y demeure jusqu'en juin 2013, date à laquelle elle rejoint avec son parti l'Union panukrainienne « Patrie » de Ioulia Tymochenko.
- Elle est réélue députée en octobre 2012.

## Vie privée
Lessia Orobets est mariée à Oleksandr Omelchuk, banquier.